# Tetrarhanis
Tetrarhanis is een geslacht van vlinders van de familie Lycaenidae.

## Soorten
- T. diversa (Bethune-Baker, 1904)
- T. etoumbi (Stempffer, 1964)
- T. ilma (Hewitson, 1873)
- T. laminifer Clench, 1965
- T. nubifera (Druce, 1910)
- T. ogojae (Stempffer, 1961)
- T. onitshae (Stempffer, 1962)
- T. rougeoti (Stempffer, 1954)
- T. schoutedeni (Berger, 1954)
- T. simplex (Aurivillius, 1895)
- T. souanke (Stempffer, 1962)
- T. stempfferi (Berger, 1954)
- T. synplocus Clench, 1965